# Marco V
Marco V (geboren in Dinther, 3 april 1967) is de artiestennaam van Marco Verkuijlen, een Nederlandse dj. Hij stond op nummer 20 van de 2007 DJ Magazine Top 100 DJs en op plaats 49 van The DJ List. Hij is de zevende Nederlander op deze lijst.

## Geschiedenis
Marco V was de huis-dj van Danssalon in Eindhoven. Zijn doorbraak was in 2000 toen hij optrad op Innercity in Amsterdam. Hij heeft tevens de cd van Innercity 2000 aan elkaar gemixt.
Op 2 juli 2005 en 5 juli 2008 draaide Marco V op Sensation White en in 2002 op Sensation Black.
Tevens draait Marco V al sinds 2001 op Dancetour (voorheen Boulevard of Dance).
Met Signum maakt hij in 2017 Lost World Anthem 2017 voor het gelijknamige feest.

## Stijl
Over het algemeen wordt Marco V gezien als een trance-dj, maar zijn stijl bevat ook electrohouse, progressive house en progressive trance.

## Discografie

### Albums
| Album met eventuele hitnotering(en) in de Nederlandse Album Top 100 | Datum van verschijnen | Datum van binnenkomst | Hoogste positie | Aantal weken | Opmerkingen |
| ------------------------------------------------------------------- | --------------------- | --------------------- | --------------- | ------------ | ----------- |
| Propaganda part 1                                                   | 2009                  | -                     | -               | -            |             |
| Marco V - 200V                                                      | 2005                  | -                     | -               | -            |             |
| Con:fusion                                                          | 2002                  | 27-02-2002            | 20              | 10           |             |

### Singles
| Single met eventuele hitnotering(en) in de Nederlandse Top 40 | Datum van verschijnen | Datum van binnenkomst | Hoogste positie | Aantal weken | Opmerkingen                                             |
| ------------------------------------------------------------- | --------------------- | --------------------- | --------------- | ------------ | ------------------------------------------------------- |
| Louder!                                                       | 1999                  |                       | tip18           |              | als MC Bass met Benjamin Bates/ Dancesmash op Radio 538 |
| Godd                                                          | 2002                  | 26-01-2002            | 24              | 2            |                                                         |
| Simulated                                                     | 2002                  | 13-04-2002            | 23              | 4            | Dancesmash op Radio 538                                 |
| C:/del*mp3/solarize                                           | 2003                  | 02-08-2003            | tip10           | -            |                                                         |
| Loops & tings (Relooped)                                      | 2004                  | 03-04-2004            | 37              | 2            | met Jens / Dancesmash op Radio 538                      |
| More than a life away                                         | 2005                  | 25-06-2005            | tip14           | -            |                                                         |
| Coma aid                                                      | 2009                  | 24-01-2009            | tip2            | -            |                                                         |
| Walhalla                                                      | 2013                  | 30-03-2013            | tip22           | -            |                                                         |
| Waiting (for the end)                                         | 2013                  | 04-01-2014            | tip11           | -            | met Maruja Retana                                       |